# Liste der EU-Vogelschutzgebiete in der Freien Hansestadt Bremen
Die Liste der EU-Vogelschutzgebiete in der Freien Hansestadt Bremen zeigt die neun (Stand Februar 2019) Europäischen Vogelschutzgebiete (englisch Special Protection Area, SPA) in der Freien Hansestadt Bremen. Sie sind Bestandteil des europäischen Schutzgebietsnetzes Natura 2000.
Teilweise überschneiden sie sich mit bestehenden FFH-, Natur- und Landschaftsschutzgebieten.

## Hinweise zu den Angaben in der Tabelle
- Gebietsname: Amtliche Bezeichnung des Schutzgebiets
- Bild/Commons: Bild und Link zu weiteren Bildern aus dem Schutzgebiet
- BfN-ID: Kennung des Schutzgebietes, vergeben durch das Bundesamt für Naturschutz
- WDPA-ID: Link zum Schutzgebiet in der World Database on Protected Areas
- EEA-ID: Link zum Schutzgebiet in der Datenbank der European Environment Agency (EEA)
- seit: Datum der Ausweisung als Schutzgebiet
- Lage: Geografischer Standort
- Kreis/Stadt: Landkreis oder Gemeinde, auf deren Gebiet sich das Schutzgebiet befindet
- Fläche: Gesamtfläche des Schutzgebiets in Hektar
- Bemerkungen: Besonderheiten und Anmerkungen

Bis auf die Spalte Lage sind alle Spalten sortierbar.

## Tabelle
| Gebietsname                  | Bild/Commons   | BfN-ID   | WDPA-ID   | EEA-ID    | seit | Lage | Kreis/Stadt | Fläche ha | Bemerkungen |
| ---------------------------- | -------------- | -------- | --------- | --------- | ---- | ---- | ----------- | --------- | ----------- |
| Blockland                    |                | 2818-401 | 555537382 | DE2818401 | 2008 | ⊙    |             | 003180,30 |             |
| Borgfelder Wümmewiesen       | weitere Bilder | 2819-402 | 555537384 | DE2819402 | 2007 | ⊙    |             | 000681,90 |             |
| Hollerland                   | weitere Bilder | 2819-370 | 555537383 | DE2819370 | 2012 | ⊙    |             | 000290,90 |             |
| Luneplate                    | weitere Bilder | 2417-401 | 555577677 | DE2417401 | 2011 | ⊙    |             | 000940    |             |
| Niedervieland                | weitere Bilder | 2918-401 | 555537391 | DE2918401 | 2005 | ⊙    |             | 001294,40 |             |
| Oberneulander Wümmeniederung |                | 2919-402 | 555537394 | DE2919402 | 2009 | ⊙    |             | 000294,50 |             |
| Ochtum bei Grolland          |                | 2918-402 | 555537392 | DE2918402 | 2001 | ⊙    |             | 000024,90 |             |
| Werderland                   | weitere Bilder | 2817-401 | 555537381 | DE2817401 | 2007 | ⊙    |             | 000847,70 |             |
| Weseraue                     |                | 2919-401 | 555537393 | DE2919401 | 2001 | ⊙    |             | 000303,30 |             |